# 음양료
음양료(일본어: 陰陽寮 온묘우료우[*])는 일본의 율령제에서 중무성에 속한 기관이다. 점복·천문·역법을 담당하는 부서이다.
사부관제가 실시되면서 음양두(일본어: 陰陽頭 온요우노카미[*])를 필두로 하는 간부들과, 기술직관료로서 각 박사, 음양사, 그 외 서무직들이 있었다.
박사는 음양사를 양성하는 음양박사, 천문 관측에 근거 점성술을 행하고 교수하는 천문박사, 달력의 편찬 작성을 교수하는 역박사, 물시계를 관리하고 시보를 알리는 누각박사가 있다. 음양 천문 역 3박사는 아래에 학생(일본어: 学生 가쿠쇼우[*]), 득업생(일본어: 得業生)을 두고 가르친다.
아스카 시대인 7세기 후반에 덴무 천황에 의해 설치되어 메이지 2년(서기 1869년) 음양두 쓰치미카도 하루오가 사망한 것을 계기로 그 이듬해 폐지되었다.